# Карл Барлен
Карл Барлен (нім. Karl Barlen; 17 липня 1890, Трабен-Трарбах — 25 березня 1956, Вайльрод) — німецький офіцер, керівний співробітник ОКЛ, генерал авіації. Кавалер Німецького хреста в золоті.

## Біографія
12 червня 1909 року вступив в 70-й піхотний полк. Пройшов льотну підготовку. Учасник Першої світової війни, з 2 серпня 1914 року — льотчик 8-го польового авіаційного батальйону. 13 липня 1916 року переведений в інспекцію ВПС, директор групи. З листопада 1918 року — радник Імперського управління авіації.
Після демобілізації армії залишений в рейхсвері. З жовтня 1920 року командував взводом піхотного полку, з липня 1923 року — ротою 15-го піхотного полку. У жовтні 1928 — вересні 1929 роках проходив льотну підготовку на секретній авіабазі в Липецьку (в цей період Барлен, для дотримання таємності, офіційно був звільнений з армії). З 1 жовтня 1929 року — офіцер для особливих доручень при штабі 5-го військового округу, займався питаннями таємного відродження ВПС. 1 листопада 1933 року переведений в люфтваффе і призначений начальником групи Управління особового складу Імперського міністерства авіації. З 12 березня 1936 року — командир 115-ї розвідувальної групи і начальник авіабази Геппінгена.
1 квітня 1937 року повернувся в Управління особового складу, де очолив відділ, а 1 лютого 1939 року — управлінську групу. 1 квітня 1943 року призначений начальником охоронної зони «Словаччина». У травні 1945 року втік до Австрії. 9 травня 1945 року взятий в полон радянськими військами під Фрайштадтом. Утримувався в різних таборах і в Бутирській в'язниці. 3 липня 1950 року Військовим трибуналом військ МВС Московського округу засуджений до 25 років таборів. 7 жовтня 1955 року як неамністований злочинець переданий владі ФРН і звільнений.

## Звання
- Фанен-юнкер (12 червня 1909)
- Фенріх (19 лютого 1910)
- Лейтенант (16 листопада 1910)
- Оберлейтенант (22 березня 1916)
- Гауптман (1 жовтня 1922)
- Майор (1 квітня 1933)
- Оберстлейтенант (1 квітня 1935)
- Оберст (1 квітня 1937)
- Генерал-майор (20 квітня 1939)
- Генерал-лейтенант (1 квітня 1941)
- Генерал авіації (1 квітня 1944)

## Нагороди
- Залізний хрест 2-го і 1-го класу
- Нагрудний знак пілота-спостерігача (Пруссія)
- Орден Грифа, лицарський хрест
- Військовий Хрест Фрідріха-Августа (Ольденбург) 2-го і 1-го класу
- Пам'ятний знак пілота (Пруссія)
- Почесний хрест ветерана війни з мечами
- Медаль «За вислугу років у Вермахті» 4-го, 3-го, 2-го і 1-го класу (25 років)
- Хрест Воєнних заслуг 2-го і 1-го класу з мечами
- Застібка до Залізного хреста 2-го і 1-го класу
- Німецький хрест в золоті (10 січня 1944)[1]